# Oskar Svensson
Erik Oskar Svensson (Falun, 7 september 1995) is een Zweedse langlaufer. Hij vertegenwoordigde zijn vaderland op de Olympische Winterspelen 2018 in Pyeongchang.

## Carrière
Svensson maakte zijn wereldbekerdebuut in maart 2014 in Lahti. In januari 2015 scoorde hij in Otepää zijn eerste wereldbekerpunten. In januari 2016 behaalde de Zweed in Oberstdorf zijn eerste toptienklassering in een wereldbekerwedstrijd. Op de wereldkampioenschappen langlaufen 2017 in Lahti eindigde Svensson als achttiende op de sprint. Tijdens de Olympische Winterspelen van 2018 in Pyeongchang eindigde hij als vijfde op de sprint.
In Seefeld nam de Zweed deel aan de wereldkampioenschappen langlaufen 2019. Op dit toernooi eindigde hij als tiende op de sprint en als 27e op de 30 kilometer skiatlon. Op de teamsprint eindigde hij samen met Calle Halfvarsson op de vierde plaats, samen met Calle Halfvarsson, Jens Burman en Viktor Thorn eindigde hij als vijfde op de estafette. Op 9 januari 2021 boekte Svensson in Val di Fiemme zijn eerste wereldbekerzege. Op de wereldkampioenschappen langlaufen 2021 in Oberstdorf eindigde hij als zesde op de sprint. Op de estafette eindigde hij samen met Johan Häggström, Jens Burman en William Poromaa op de vierde plaats, samen met Karl-Johan Westberg eindigde hij als zesde op de teamsprint.

## Resultaten

### Olympische Spelen
| Jaar | Plaats      | Resultaten                  |
| ---- | ----------- | --------------------------- |
| 2018 | Pyeongchang | 5e Sprint (klassieke stijl) |

### Wereldkampioenschappen
| Jaar | Plaats     | Resultaten                                                                                       |
| ---- | ---------- | ------------------------------------------------------------------------------------------------ |
| 2017 | Lahti      | 18e Sprint (vrije stijl)                                                                         |
| 2019 | Seefeld    | 10e Sprint (vrije stijl) 27e 30 km skiatlon 4e Teamsprint (klassieke stijl) 5e 4×10 km estafette |
| 2021 | Oberstdorf | 6e Sprint (klassieke stijl) 6e Teamsprint (vrije stijl) 4e 4×10 km estafette                     |

### Wereldbeker
Eindklasseringen
| Seizoen   | Algm | DI  | SP  | TdS |
| --------- | ---- | --- | --- | --- |
| 2014/2015 | 145e | –   | 89e | –   |
| 2015/2016 | 52e  | 57e | 23e | 37e |
| 2016/2017 | 43e  | 89e | 18e | –   |
| 2017/2018 | 31e  | 42e | 18e | 27e |
| 2018/2019 | 32e  | 45e | 16e | DNF |
| 2019/2020 | 45e  | –   | 14e | 39e |
| 2020/2021 | 10e  | 26e | 4e  | 16e |

Wereldbekerzeges
| Nr. | Datum           | Plaats        | Onderdeel                    |
| --- | --------------- | ------------- | ---------------------------- |
| 1.  | 9 januari 2021  | Val di Fiemme | Sprint (klassieke stijl) TdS |
| 2.  | 7 februari 2021 | Ulricehamn    | Sprint (vrije stijl)         |